# لنز پنتاکس دی‌ای ۴۰میلی‌متر
لنز پنتاکس دی‌ای ۴۰میلی‌متر (به انگلیسی: Pentax DA 40mm lens) نام لنز دوربین عکاسی از نوع ثابت است که توسط شرکت پنتاکس تولید می‌شود. فاصلهٔ کانونی این لنز ۴۰ میلی‌متر، دیافراگم آن دارای ۹ تیغه و ضریب اف آن اف ۲٫۸ / اف ۲۲ است. 